# Хубилай (полководец)
Хубилай, Кубилай-нойон (монг. Хубулай?, ᠬᠤᠪᠢᠯᠠᠢ?; ум. 1211) — монгольский полководец, один из нукеров Тэмуджина-Чингисхана. Наряду с Джэлмэ, Джэбэ и Субэдэем входил в число так называемых «четырёх псов» Чингисхана.

## Биография
Хубилай происходил из племени барлас. После того, как Тэмуджин решил основать собственный улус, к молодому нойону перешли люди из многих монгольских родов и племён; среди присоединившихся оказался и Хубилай со своими братьями.
В дальнейшем Хубилай проявил себя как талантливый и преданный Чингису военачальник: так, именно ему и Джэбэ вскоре после похода на татар (1202) было приказано преследовать бежавших родственников Чингисхана — Алтана, Даритая и Хучара, — ослушавшихся ханского приказа не брать добычу до окончания боя и учинивших грабёж. Двумя годами позднее Хубилай отличился в войне с найманами, сначала отправившись передовым в разведку, а позже участвуя в сражении с войсками хана Таяна у горы Наху-Гун, где воины Чингисхана одержали полную победу.
За свои военные заслуги на всемонгольском курултае 1206 года Хубилай вошёл в число девяноста пяти человек, пожалованных в нойоны-тысячники Чингисханом, а также получил право ведать всеми военными делами Монгольской империи. После Хубилаю было поручено покорить карлуков. Взяв с собой карлукского правителя Арслан-хана, Хубилай представил его Чингисхану. В знак признания покорности Арслана Чингисхан пообещал выдать за него одну из своих дочерей.
Когда Чингисхан проводил развёрстку войск, тысяча Хубилая отошла к младшему сыну Чингиса Кюльхану. Сыновья Хубилая, согласно Рашид ад-Дину, также находились на службе у монгольских ханов.